# Charles Jean d'Hector
Charles Jean d'Hector, comte d'Hector, né le 22 juillet 1722 à Fontenay-le-Comte (Vendée actuelle) et  mort le 18 août 1808 à Reading, près de Londres, est un aristocrate et officier de marine français du XVIIIe siècle. Orphelin de père jeune, il entre tôt dans la marine royale et commence à servir pendant la guerre de Sept Ans, notamment lors de la bataille des Cardinaux. À la suite de ce combat, il sauve — en compagnie du chevalier de Ternay — une partie de la flotte française qui s'était réfugiée dans la Vilaine. Il est promu capitaine de vaisseau puis chef d'escadre au début de la guerre d'indépendance des États-Unis. Nommé commandant de la Marine et du port de Brest, il assiste le Ministre de la Marine, le maréchal de Castries, dans ses réflexions sur la réforme de la Marine. Il reçoit la visite du futur tsar de Russie Nicolas Ier et de sa famille, ainsi que celle de Louis XVI venu inspecter le port de Cherbourg.
Sa pupille Melle Georgette de Kerouatz épouse au printemps de 1784 Paul Fleuriot de Langle.
Il termine sa carrière au grade de lieutenant général des armées navales de la Marine royale sous Louis XVI puis de vice-Amiral à l'armée des Princes. Lorsque la Révolution française éclate, il émigre en Angleterre où, malgré son manque de ressources, il monte un régiment de volontaires, le Régiment Hector ou Marine Royale qui participe à l'expédition de Quiberon en 1795. Il meurt en exil en Angleterre en 1808, à l'âge de 86 ans.

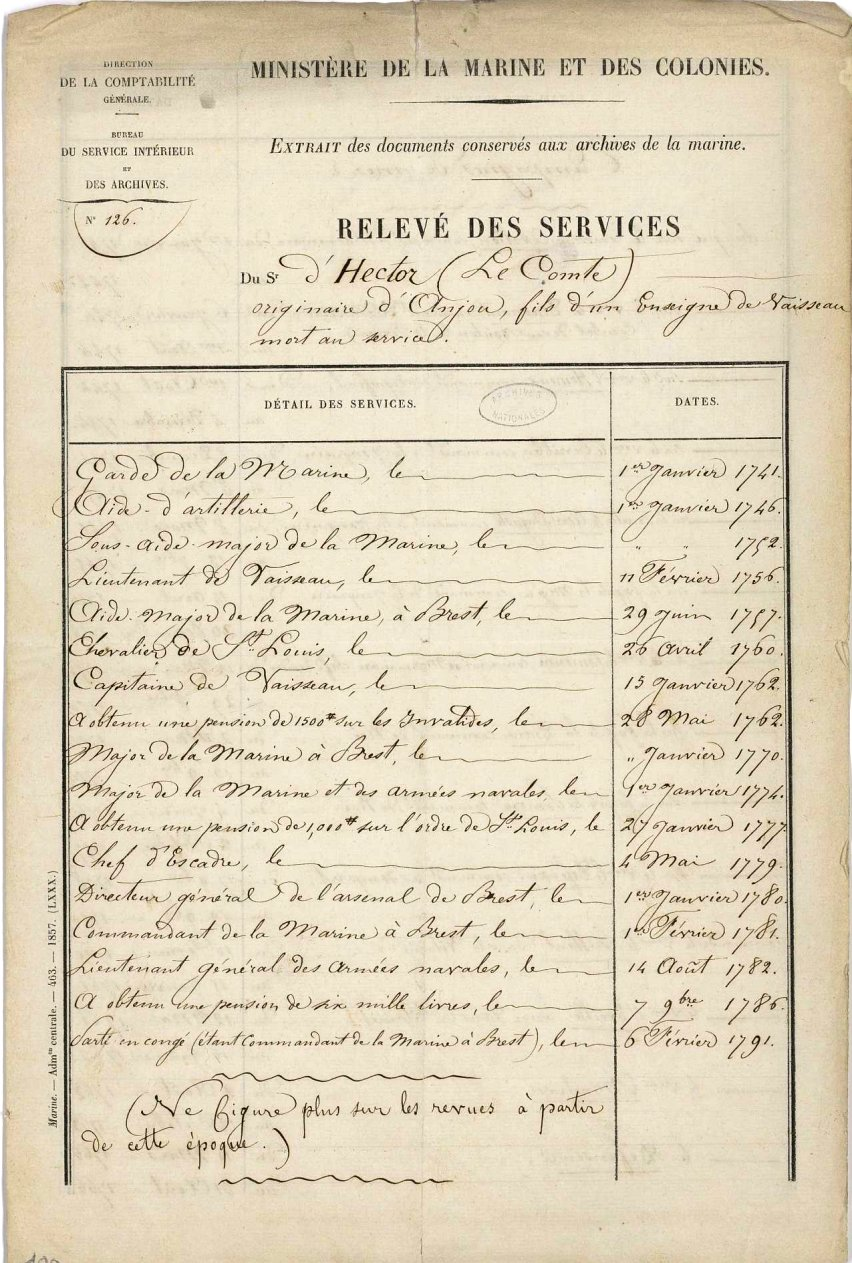
Relevé des services du Comte Hector de 1741 à 1791.

## Biographie

### Origines et jeunesse
Charles Jean d'Hector descend de la Maison d'Hector, une famille noble originaire d'Anjou, connue antérieurement à 1534. Sa famille possédait les seigneuries de Tirpoil, Versigay, Marle, Beaumont et Closemont.
Né le 22 juillet 1722 à Fontenay-le-Comte, il est si faible en venant au monde, que l'on craint qu'il ne vivrait pas et il est ondoyé dans la maison paternelle dans la crainte de hâter sa fin en le transportant à l'église pour y recevoir le baptême. Son père, officier de marine, est tué au Canada en 1731, laissant Charles-Jean, comte d'Hector, orphelin de père de bonne heure. Après des études primaires dans la petite école de Saint-Georges-de-Montaigu, il embarque à Rochefort, le 16 mai 1735, dès l'âge de treize ans comme cadet. Il prend part à plusieurs campagnes avant d'entrer comme garde-marine à Rochefort le 1er janvier 1741. Il est promu aide d'artillerie le 1er janvier 1746 avant d'opter pour la marine le 1er juillet 1750. Il reçoit un brevet de lieutenant de vaisseau le 11 février 1756, et obtient la même année le commandement d'une frégate, La Pomone, et participe à la guerre de Sept Ans. Le 26 juillet de l'année suivante, il est promu aide-major.

#### Guerre de Sept Ans (1756-1763)

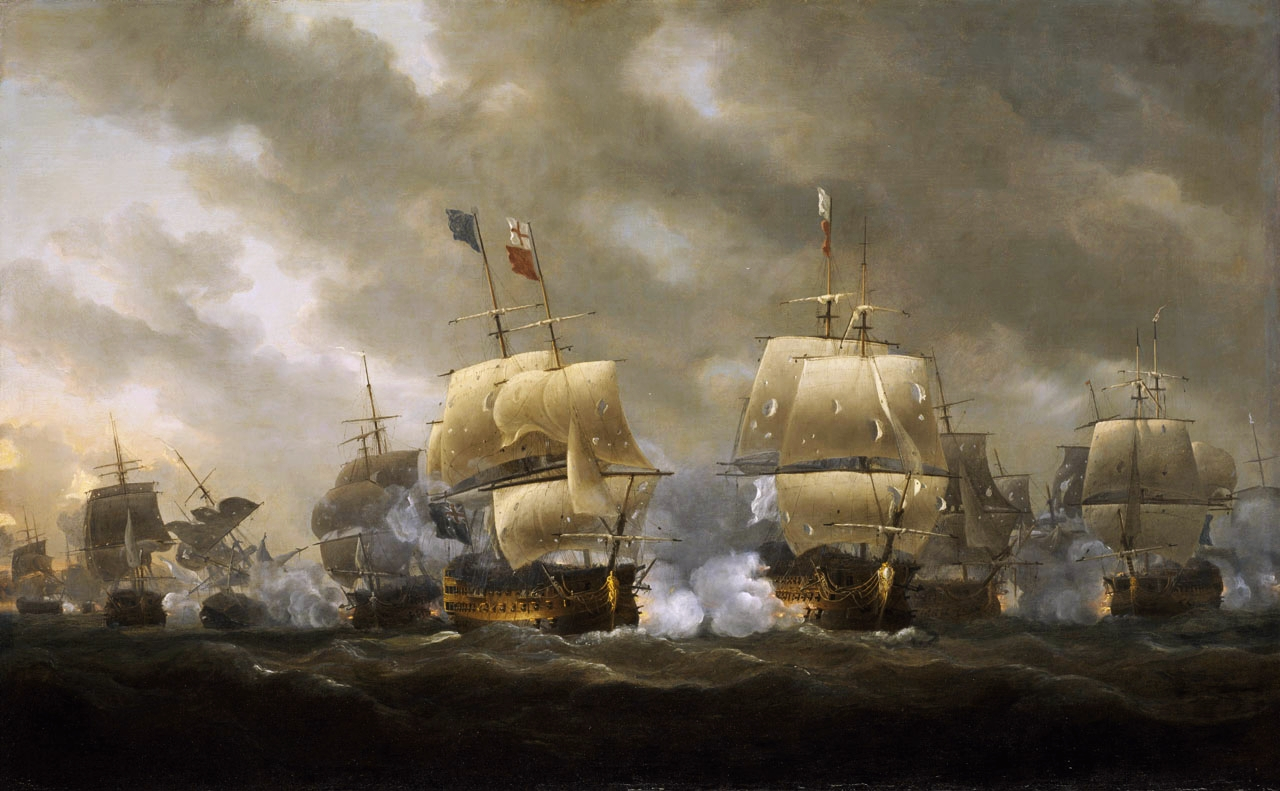
La Bataille de la baie de Quiberon, Nicholas Pocock, 1812. National Maritime Museum

Après avoir croisé sur les côtes de la Méditerranée et fait la chasse aux pirates barbaresques, Charles d'Hector venait d'être nommé aide-major du port de Brest, quand la défaite du marquis de Conflans, mis en déroute par l'amiral Hawke, lui fournit l'occasion de s'illustrer. À l'issue de la bataille des Cardinaux, sept vaisseaux français et quatre frégates avaient, à la faveur de la marée, remonté la Vilaine et trouvé refuge dans les anses de cette rivière. Témoin de cette évasion, l'amiral Boscawen bloque l'embouchure de la Vilaine, guettant la sortie des navires et prêt à attaquer les fuyards. Pour braver cet ennemi, et sauver les vaisseaux réfugiés dans la Vilaine, un des plus brillants officiers de marine d'alors, le chevalier de Ternay, le futur convoyeur du corps expéditionnaire du comte de Rochambeau, est désigné pour mener à bien cette mission. Le gouverneur de Bretagne, le duc d'Aiguillon, fait appel à lui. Mais Ternay n'accepte cette mission qu'à condition d'être accompagné par le comte d'Hector. Au bout de deux ans et demi de luttes contre les éléments et contre les hommes, d'Hector et Ternay parviennent à tromper Boscawen et à ramener intacts les vaisseaux Le Brillant et L’Éveillé convoités par les Anglais. Puis il réussit à sortir les 4 vaisseaux restés intacts dans la Vilaine. Il est fait chevalier de Saint-Louis en 1760 et promu capitaine de vaisseau le 15 janvier 1762.

#### Guerre d'indépendance des États-Unis
En 1778, placé à la tête de L'Orient, un vaisseau de 74 canons, le capitaine d'Hector, participe au combat d'Ouessant le 27 juillet 1778, sans parvenir à influer sur l'issue de cette bataille indécise. Il reçoit néanmoins les félicitations du comte d'Orvillers. Quelques mois plus tard, le 4 mai 1779, une Ordonnance royale nomme Charles d'Hector chef d'escadre et lui confère, presque aussitôt, le 23 décembre 1779, le commandement supérieur du port de Brest. Il joue un rôle essentiel dans la mobilisation navale que connait Brest pendant la guerre d'indépendance des États-Unis. Cette magistrature maritime donne à cet officier général la direction et l'entretien de tous les mécanismes du service naval, ce qui va faciliter la préparation de l'escadre de Ternay destinée à transporter le corps expéditionnaire de Rochambeau. Les navires sont ainsi doublés de cuivre, ce qui améliore leur rapidité. Le 2 mai 1780, l'escadre de Ternay quitte Brest, pendant ce temps Hector, sur rade, active les retardataires.

#### Commandant de la Marine à Brest

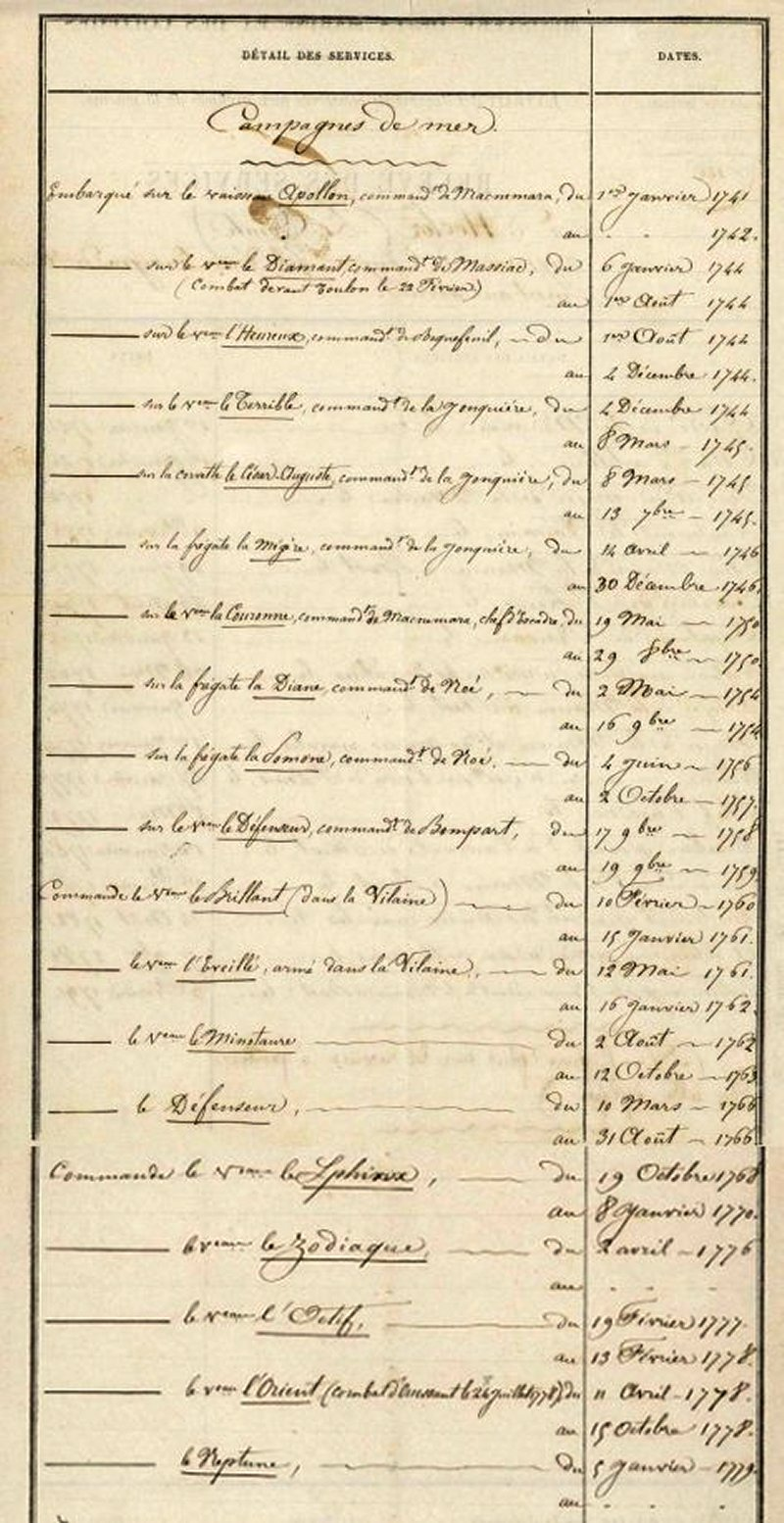
Etats des services de mer

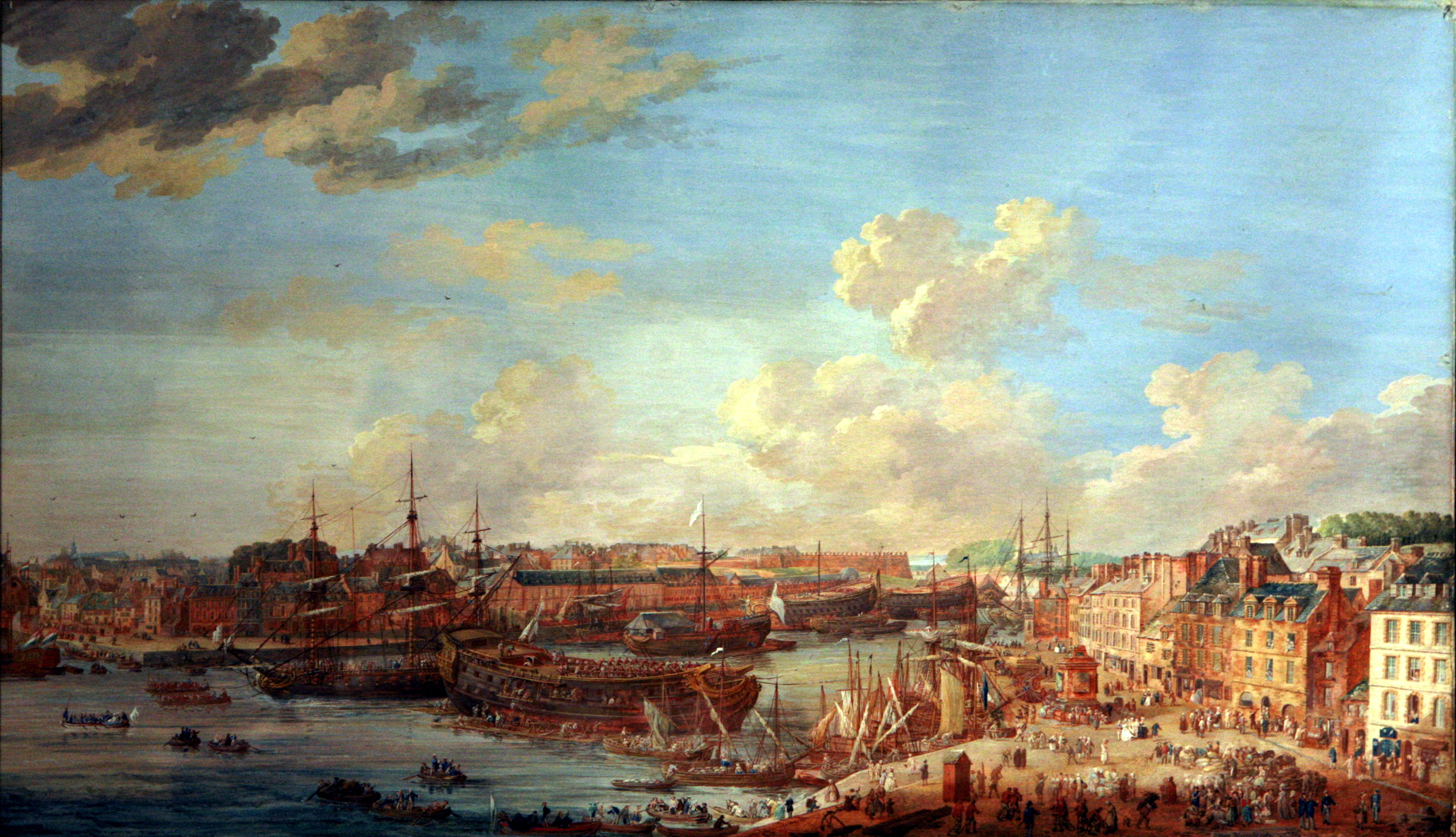
D'Hector dirige le port de Brest jusqu'à la Révolution française et joue un rôle déterminant dans l'armement des escadres lors de la guerre d'indépendance américaine.

Le 1er février 1781, le comte d'Hector est nommé Commandant de la Marine au département de Brest, à la suite de la démission qu'avait donnée le comte de Guichen de ces fonctions. La gestion du port se révèle difficile par l'encombrement car le départ le 10 décembre de l'expédition de Guichen semble un soulagement qui se termine en drame. Le convoi est attaqué dans le brouillard par l'amiral Richard Kempenfelt, une tempête empêche Guichen de récupérer les bateaux, retour au port. C'est dans ce contexte que les bateaux de J-J Carrier de Montieu, armés par Jean Peltier Dudoyer arrivent à Brest pour transporter au Cap de Bonne-Espérance la Légion du Luxembourg. Ces navires loués par la VOC, bien que français sont considérés comme des "hollandais". Ils sont sous la protection de l'Appollon, commandé par le jeune Nicolas Baudin, mais à sa grande déception Hector lui préfère un officier de la Cie des Indes René de Saint-Hilaire. Le 11 février 1782, le convoi complet avec des renforts pour Suffren quitte Brest sous la protection de l'escadre de Peynier.
Quand le duc de Castries prépare ses fameuses Ordonnances sur la Marine, l'expérience et le savoir du comte d'Hector lui sont utiles. Il envoie de nombreuses lettres pour solliciter l'avis du Commandant de Brest sur l'administration maritime, sur l'outillage des ports, sur les constructions navales, sur le personnel combattant, etc. Il réside pendant cette période au château de Lézarazzieu, près de Landivisiau.
Le 22 octobre 1780, le Ministre de la Marine écrit à d'Hector :

« La confiance que je sais qui vous est due vous sera peut-être à charge par l'excès de celle que je vous  marquerai, mais, comme elle n'a pour but que le service du Roi, je ne pense pas que vous la trouviez indiscrète. »

Cette confiance lui vaut de nombreuses jalousies au sein du corps des officiers généraux quand, sur la demande du duc de Castries, d'Hector, déjà promu lieutenant général le 14 août 1782, avait obtenu, par brevet du 1er janvier 1782, le cordon rouge de commandeur l'ordre royal et militaire de Saint-Louis avec une pension de 3 000 livres sur le budget de l'ordre. La baronne d'Oberkirch, qui visite Brest au mois de juin 1782, en compagnie du grand-duc Paul de Russie et de la grande-duchesse Marie de Wurtemberg, reçoit la confidence de ces rancunes,. Si le tsarévitch ne prend pas garde aux bruits des salons, Louis XVI s'en préoccupe encore moins. Le jour où le Roi décide de visiter le futur port militaire de la Manche, le commandant d'Hector est invité par le maréchal de Castries à se rendre, avec son camarade, le commandant d'Albert de Rions, à Cherbourg, pour y recevoir le souverain et le renseigner sur les constructions et les travaux nécessaires à la défense du littoral normand contre les attaques éventuelles de l'Angleterre. En quittant Cherbourg, Louis XVI charge le comte d'Hector d'inspecter les principales citadelles maritimes et de lui soumettre ensuite un plan de réformes en vue d'unifier les commandements et de coordonner les emplois.
En 1785 il contribue activement à la préparation de l'expédition de La Pérouse.

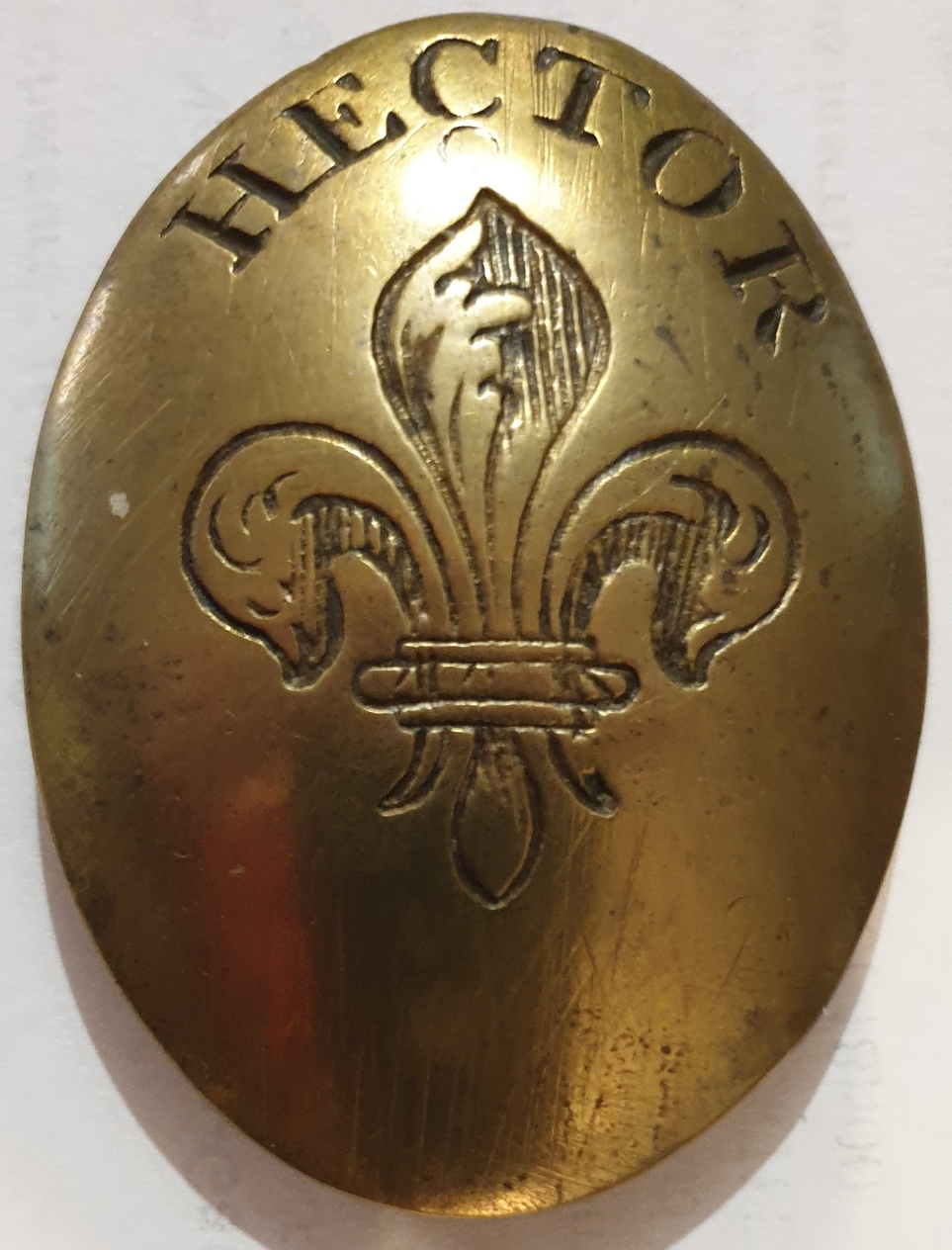
Plaque de baudrier de l'Armée des Émigrés du Régiment d'Hector, Quiberon 1795. Plaque de forme ovale en bronze, gravée en son centre une fleur de lys avec l'inscription « Hector ».

#### Émigration et combat contre-révolutionnaire depuis en Angleterre
Lorsque la Révolution française éclate, il demande à être relevé de ses fonctions le 24 mai 1790 en raison de l'hostilité du Conseil de la ville de Brest à son égard. Il entend l'appel des princes et émigre à Coblentz en février 1791, il y reçoit le commandement du Corps de la marine royale, exclusivement composé d'officiers de marine. Privé de ressources, il en appelle au tsar de Russie qu'il avait jadis rencontré et qui par deux fois lui fait remettre de l'argent. Il est nommé vice-amiral par les princes le 1er janvier 1792. 

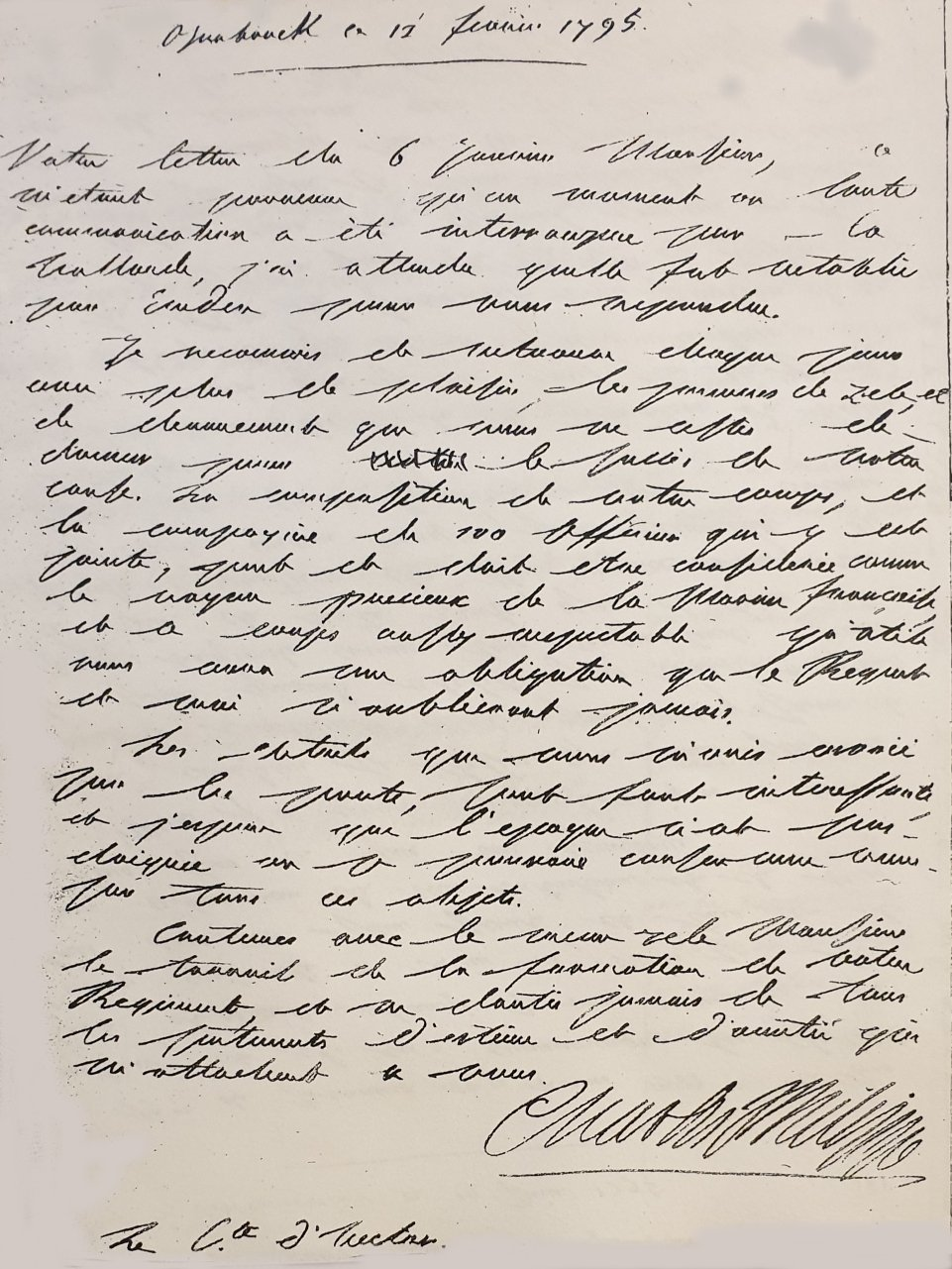
Lettre du Comte d'Artois préparation de Quiberon : Osnabruck 12 février 1795, louant le zèle d’Hector

Lettre du Comte d'Artois préparation de Quiberon : Osnabruck 12 février 1795, louant le zèle d’Hector « pour le succès de notre cause. La composition de votre corps, et la compagnie de 100 officiers qui y est jointe, peut et doit être considéré comme le noyau précieux de la Marine françoise, et ce corps aussi respectable qu’utile vous aura une obligation que le Régent et moi n’oublierons jamais »…  
À la fin de la campagne, ce corps fut licencié ; mais il est réorganisé deux ans plus tard, en octobre 1794, en Angleterre, et le comte d’Hector en est de nouveau nommé colonel. Le comte d'Hector compose son régiment avec des marins qui avaient émigré, et le porte à 600 hommes. Ce régiment est appelé Régiment Hector ou Marine Royale lors de l'expédition de Quiberon. Mais alors qu'il faisait route vers la Bretagne, il apprend le désastre de l’expédition (21 juillet 1795). D’Hector avait alors 73 ans, et « il lui fallait renoncer à l’espoir qu’il avait eu de mourir sur le champ de bataille ». 
A Auray à la suite du désastre de Quiberon un Mausolée fut édifié en marbre blanc dans une chapelle sépulcrale,  sur le caveau où sont réunis les ossements des émigrés fusillés en 1795, qui porte l'inscription en latin : "Quiberon XXI Julh MDCCXCXV W Pro Deo, Pro Rege nefarie trucidati" ("Quiberon le 21 juillet 1795, indignement immolés pour Dieu et pour le Roi"). Sur les trois côtés du soubassement, on lit les noms de 952 victimes (de la marine Hector et chouans). Le 20 septembre 1823, Madame Royale, Duchesse d'Angoulême, seul enfant survivant de Louis XVI et de Marie-Antoinette pose la première pierre de la Chartreuse, du monument de Quiberon dit aussi chapelle sépulcrale, destiné à abriter le Mausolée.  

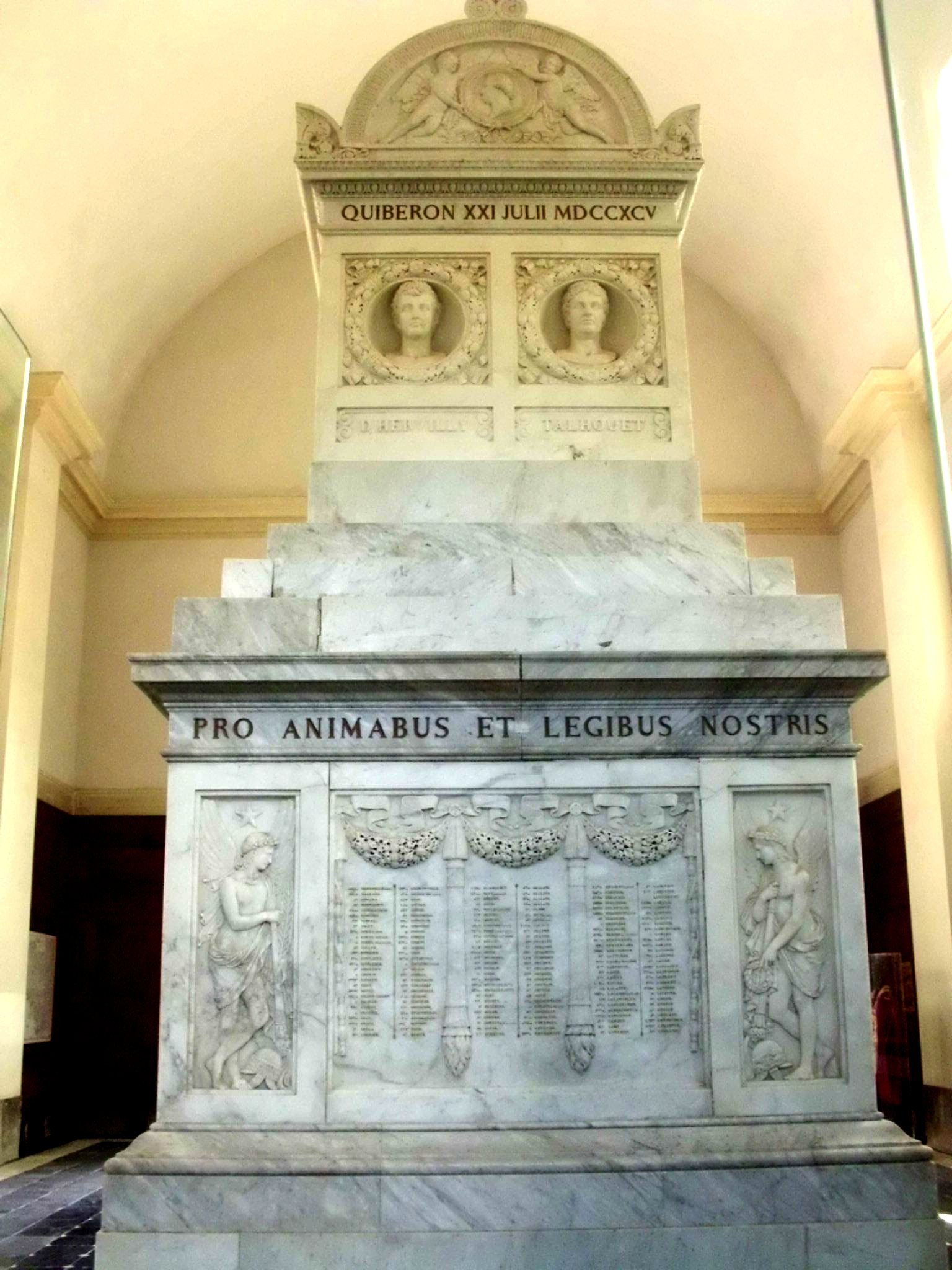
Mausolée en marbre blanc dans une chapelle sépulcrale, édifié sur le caveau où sont réunis les ossements des émigrés fusillés en 1795

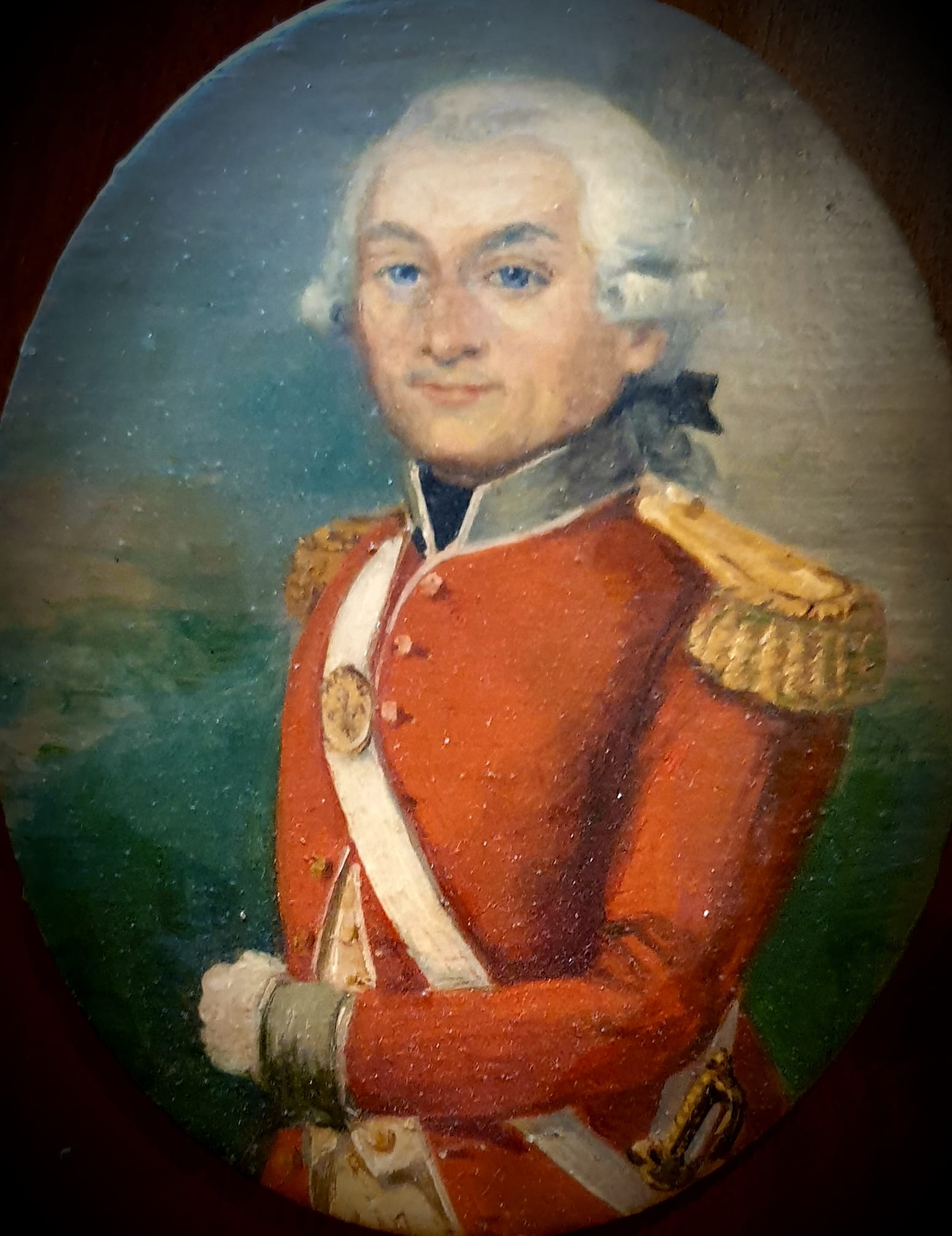
Portrait, d'un officier de Marine royale du régiment d'Hector. Gouzillon de Bélizal, André Marie (1741- Quiberon 1795)

Les officiers portent l'habit long (veste à l'autrichienne, les pans de devant retroussés, en drap rouge), veste et culotte blanches de toile, botte à l'anglaise avec retroussés de cuir jaune. Lorsqu'ils portent l'épée en baudrier, leur bandoulière est ornée d'une plaque ovale de bronze doré, ornée d'une fleur de lys florencée gravée en creux, dans le haut, l'inscription « HECTOR »   
Il se retire, près de la ville de Reading, à treize lieues de Londres, et c’est là qu’il meurt, le 18 août 1808, à l’âge de 86 ans. Il avait épousé, à Brest, le 24 février 1772, Marie-Jacquette de Kerouartz, veuve d'Alain-François Le Borgne de Keruzoret, chef d'escadre.  

## Jugement et postérité
Constant Merland dans ses Biographie vendéennes (1884) dit de lui:

« Naturellement obligeant, si son premier mouvement était un peu vif, il le corrigeait toujours par les bonnes grâces de ses manières, sachant parler et se taire à propos. La justesse de son esprit et un grand sens remplaçaient ce qui lui faisait défaut du côté de l'éducation première. Lorsqu'il fut arrivé aux postes les plus élevés, il aimait à se rappeler les années si dures de sa jeunesse et disait aux officiers qui se plaignaient des rigueurs du destin : « Messieurs, on naît avec une fortune de bonheur et de malheur. Pendant vingt-deux ans, si je passais par une porte cochère, j'étais toujours prêt à me casser la jambe. Après, tout semblait seconder mes vœux. Si je ne m'étais pas raidi contre les premières malchances, je n'aurais pas l'honneur d'être à votre tête, Messieurs, et de vous commander. Faites comme moi ! » »

### Sources et bibliographie
- Michel Vergé-Franceschi, La Marine française au XVIIIe siècle, Sedes, novembre 1996, 451 p. (ISBN 978-2718195032)
- Michel Vergé-Franceschi (dir.), Dictionnaire d'Histoire maritime, Paris, éditions Robert Laffont, coll. « Bouquins », 2002, 1508 p. (ISBN 2-221-08751-8)
- Jean Meyer et Martine Acerra, Histoire de la marine française : des origines à nos jours, Rennes, Ouest-France, 1994, 427 p. [détail de l’édition] (ISBN 2-7373-1129-2, BNF 35734655)
- Étienne Taillemite, Dictionnaire des marins français, Paris, Tallandier, coll. « Dictionnaires », octobre 2002, 537 p. [détail de l’édition] (ISBN 978-2847340082)
- André Zysberg, Nouvelle Histoire de la France moderne, vol. 5 : La monarchie des Lumières, 1715-1786, Point Seuil, 2002
- Jean-Christian Petitfils, Louis XVI, éditions Perrin, 2005
- Guy Le Moing, Les 600 plus grandes batailles navales de l'Histoire, Rennes, Marines Éditions, mai 2011, 620 p. (ISBN 978-2-35743-077-8, OCLC 743277419)
- Constant Merland, Biographies vendéennes, Nantes, Mellinet, 1884
- Oscar Havard, Histoire de la Révolution dans les ports de guerre : Brest, Rochefort, vol. 2 : Brest, Paris, Nouvelle Librairie nationale, 1911-1913 (lire en ligne), p. 25-28
- Revue de Bretagne et de Vendée, vol. 45, Paris, J. Forest ainé, 1879, p. 51 et suivantes
- Les papiers personnels du Comte d'Hector sont conservés aux Archives nationales sous la cote 296AP [7]
- Tugdual de Langlais, L'armateur préféré de Beaumarchais Jean Peltier Dudoyer, de Nantes à l'Isle de France, Éd. Coiffard, 2015, 340 p.  (ISBN 9782919339280).
- Journal et lettres d’un émigré, du 10 janvier 1792 au 25 juin 1795. Par André-Marie Gouzillon de Bélizal. A Vannes imprimerie Lafolye Fréres, 2 place des Lices. 1902 , In8° 23pp
- La mémoire de Quiberon  « Histoire et documents 1795-1995 » Deuxième édition, revue et corrigée. Par Xavier de Bélizal. Edition régionales de l’Ouest. 1996 ; grand In8°, 184pp (Importante étude et recherche sur archives anglaise du British Library, British Museum, et documents de famille sur le régiment Hector et préparation du débarquement de Quiberon)
- CINCINNATI DE FRANCE Baron Ludovic de Contenson, La Société des Cincinnati de France et des Guerres d'Amérique 1778-1783, ouvrage orne de 193 portraits et 17 planches, Editions Auguste Picard, Paris, 82 rue Bonaparte. (En 1784, création de cette société d’amis ayant combattu pour l’indépendance des États-Unis d’Amérique et désirant perpétuer le souvenir de la fraternité d’armes, maintenir l’influence française aux Etats-Unis.)